# ジュニア・ブリッジマン
ユリシーズ・リー・"ジュニア"・ブリッジマン（Ulysses Lee "Junior" Bridgeman, 1953年9月17日 - 2025年3月11日）は、アメリカ合衆国の実業家、元プロバスケットボール選手、実業家。身長196cm、体重95kg。ポジションはスモールフォワード。

## 経歴
ブリッジマンはインディアナ州イーストシカゴで生れ、高校時代には州選手権優勝を果たした。進学したルイビル大学では3年間で平均15.5得点7.6リバウンドを記録し、2度のカンファレンス年間最優秀選手に輝いた。4年次にはチームをNCAAトーナメントベスト4に導いている。
1975年、ブリッジマンはNBAドラフト全体8位でロサンゼルス・レイカーズに指名を受け、その3週間後にトレードでミルウォーキー・バックスに入団した。2年目の1976-77シーズンに平均14.4得点をあげ、この年から9年連続で平均2桁得点を記録した。バックスは1980年代前半にマーカス・ジョンソンやシドニー・モンクリーフを擁してイースト屈指の強豪となり、ブリッジマンは優れたシックスマンとしてチームに貢献した。1984年にロサンゼルス・クリッパーズに移籍して2シーズンプレーした後再びバックスに戻り、1987年に現役を引退した。NBAでの成績は、849試合の出場で通算11,517得点（平均13.6得点）であった。バックスで記録した通算711試合出場は球団記録である。1988年にブリッジマンの背番号『2』がバックスの永久欠番に指定された。
ブリッジマンは1985年から1988年までNBPA会長を務めた。彼の在任期間中、NBPAはNBAに対して独占禁止法違反で訴訟を起した。また1988年に締結された労使協定では、北米4大プロスポーツ史上初となる選手の完全なフリーエージェント権を獲得することに成功した。
引退後、ブリッジマンはレストランへの投資を積極的に行い、100以上のウェンディーズ及びチリーズ店舗を所有した。また、2017年には自ら設立したフードカンパニーがコカ・コーラのボトラーとなった。2020年、月刊誌の『エボニー』及び『ジェット』を買収してオーナーに就任した。その他、全米プロゴルフ協会やバスケットボール殿堂の理事を務めている。
2016年、フォーブス誌が特集した「最も裕福な元プロスポーツ選手」において、ブリッジマンは推定収入3,200万ドルでマイケル・ジョーダン、デビッド・ベッカム、アーノルド・パーマーに次ぐ4位にランクされた。純資産は推定6億ドルと見積もられている。
2025年3月11日、ルイヴィル都心のゴートハウスホテルで心臓発作により急死。71歳没。